# 肯尼冰原島峰
78°4′S 161°30′E / 78.067°S 161.500°E
肯尼冰原島峰（英語：Kenney Nunatak），是南極洲的冰原島峰，位於維多利亞地的斯科特海岸，處於烏戈利尼峰西南面3公里，屬於皇家學會嶺的一部分，現時由南極條約體系管理。